# Vaux-le-Vicomte

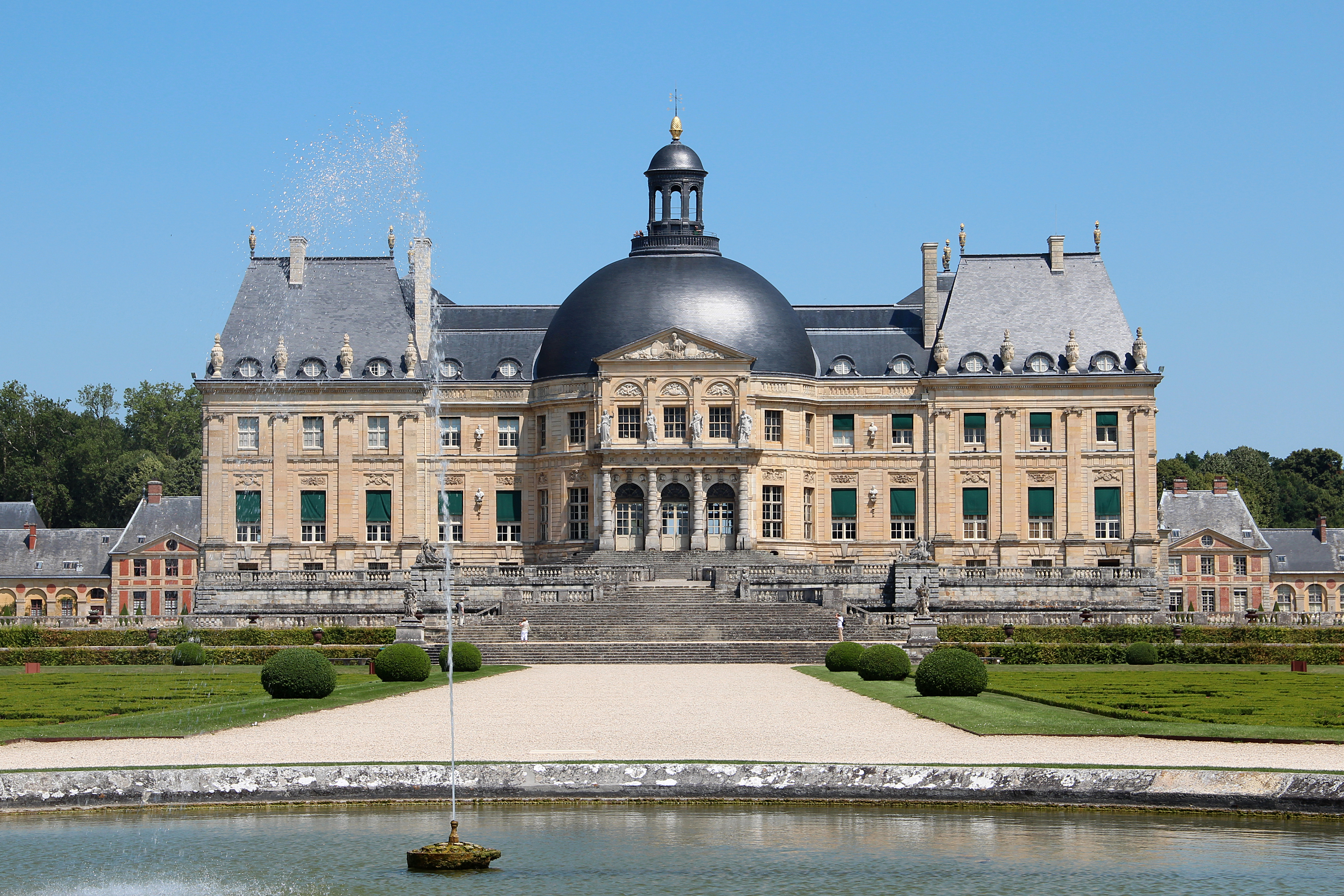
Vaux-le-Vicomte.

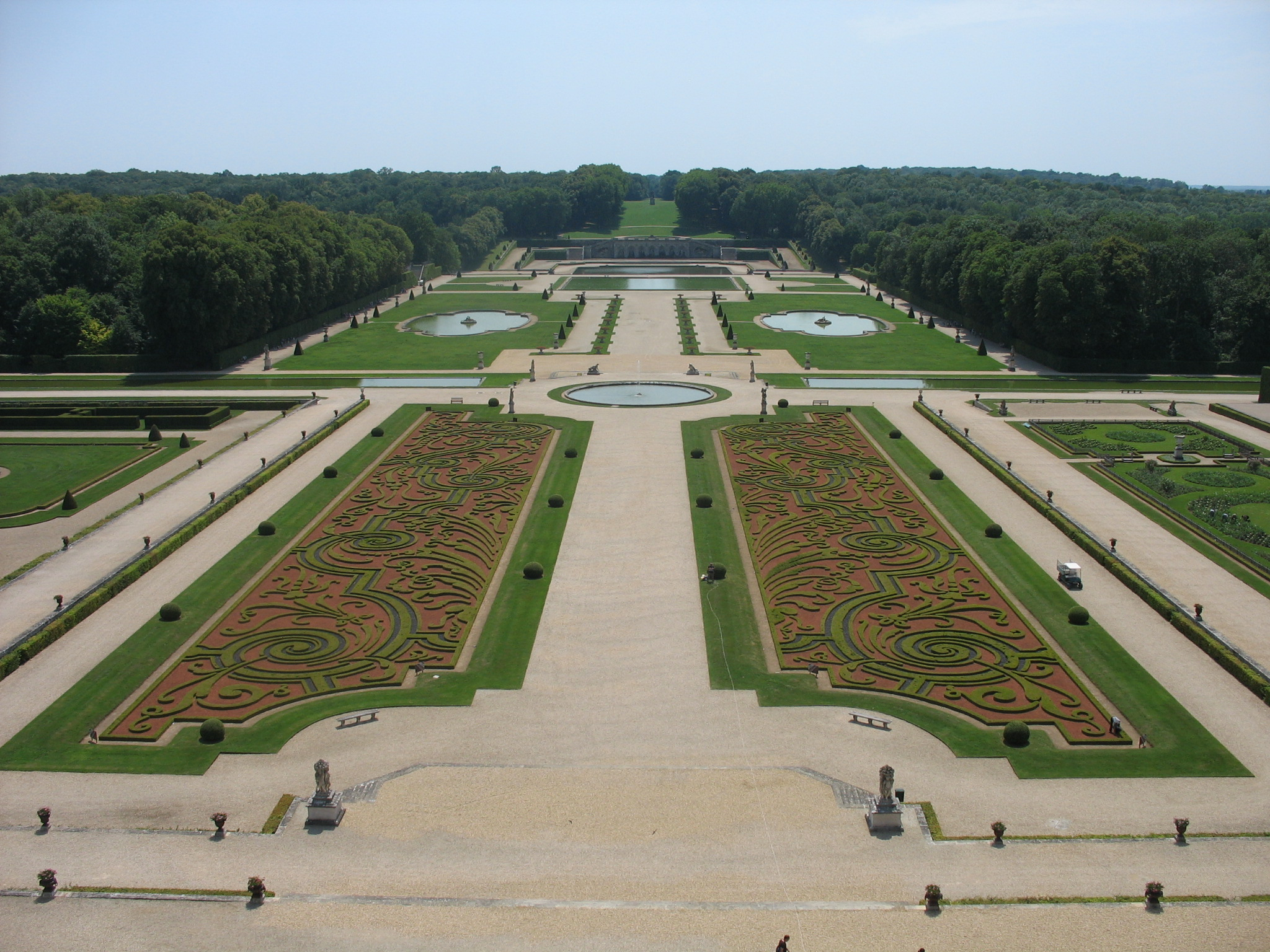
Slottsparken.

Vaux-le-Vicomte (franska Château de Vaux-le-Vicomte) är ett slott i Maincy i departementet Seine-et-Marne i Frankrike. Slottet är utformat i barockstil under åren 1658–1661 för Nicolas Fouquet som då var finansminister i Ludvig XIV:s regering.
Vaux-le-Vicomte var på många sätt det viktigaste arbetet i Europa innan Ludvig XIV övertog kontrollen över regeringen. Två arkitekter och en designer arbetade med ett storskaligt projekt för första gången tillsammans. Deras samarbete var början på det storslagna sättet som innebar ett system av samarbete och som kunde användas på skapandet av hela landskapet.
Le Nôtres park gav den dominerande strukturen på komplexet. Slottet reser sig på en platå i en öppning mitt i skogen som markerar gränsen mellan olika landskap som tagits tillvara på olika sätt.

## Historia
Vaux-le-Vicomte som en gång var ett litet slott mellan de kungliga residensen i slottet i Vincennes och slottet i Fontainebleau i Frankrike, köptes av den 26-årige parlamentsledamoten Nicolas Fouquet 1641.
Femton år senare blev han kung Ludvig XIV:s finansminister och då påbörjades konstruktionen av vad som då var det finaste slottet och parkerna i Frankrike. Arbetet genomfördes under samarbete mellan tre män som Fouqet hade valt för uppgiften: Arkitekten Louis Le Vau, landskapsarkitekten André Le Nôtre och dekoratören och målaren Charles Le Brun.
Slottet och dess ägare blev för en kort tid ett stort centrum för fina fester, litteratur och konst. Poeten Jean de La Fontaine och dramatikern Molière fanns bland de konstnärer som var nära vänner till Fouqet. Vid invigningen av Vaux-le-Vicomte spelades en Molièrepjäs, en middag som arrangerades av François Vatel och en imponerande fyrverkerishow hölls.
Slottet var påkostat, fint och praktfullt men rikt på intriger. Efter den fest som hölls på slottet 17 augusti 1661, med bland annat Molières pjäs Les Fâcheux, lät kungen arrestera Fouqet. Firandet hade varit alltför imponerande och finansministerns hem var för luxuöst. Jean-Baptiste Colbert övertygade kungen om att ministerns leverne var finansierat med offentliga pengar. Fouqet arresterades av Colbert som övertog finansministerposten. Senare summerade Voltaire de berömda festerna: "den 17 augusti klockan 6 på kvällen var Fouqet Frankrikes kung. Klockan 2 på morgonen var han ingen alls". La Fontaine beskrev ingående festen och skrev strax efter sin Elégie aux nymphes de Vaux.
Efter att Nicolas Fouquet hade arresterats och fått livstids fängelse och hans fru lämnat landet belades Vaux-le-Vicomte med kvarstad. Kungen övertog, konfiskerade och i vissa fall köpte, 120 gobelänger, statyerna och alla apelsinträd. Han skickade Le Vau, Le Nôtre och Le Brun för att designa vad som skulle bli ett mycket större projekt än Vaux-le-Vicomte: Slottet i Versailles, som senare skulle förändras av de största arkitekterna som byggde ut det fram till den franska revolutionen.
Madame Fouquet återtog sin egendom tio år senare och drog sig tillbaka på slottet tillsammans med sin äldste son. Efter att hennes man hade avlidit 1680, dog även hennes son. 1705 beslutade hon sig för att sälja Vaux-le-Vicomte.
Maréchal de Villars blev den nye ägaren trots att han aldrig hade sett platsen. 1764 sålde Maréchals son egendomen till hertigen av Praslin vars ättlingar innehade fastigheten i över ett århundrade. Slottet var scenen för ett mord på 1840-talet då den dåvarande ägaren Duc de Choiseul-Praslin mördade sin fru i hennes sovrum. Efter att det stått tomt i 30 år såldes det.
1875 ropade Alfred Sommier in Vaux-le-Vicomte vid en offentlig auktion. Slottet var tomt, vissa av byggnaderna hade blivit ruiner och de berömda parkerna hade helt växt igen. Den stora restaureringen påbörjades under ledning av den berömde arkitekten Gabriel-Hippolyte Destailleur. När Sommer avled 1908 hade slottet och dess trädgårdar återfått sitt ursprungliga utseende. Hans son Edme Sommier och hans svärdotter slutförde arbetet. Idag fortsätter hans efterlevande med arbetet att bevara Vaux-le-Vicomte, det ägs av greveparet Patrice och Cristina de Vogüé. Slottet har erkänts av franska staten som ett historiskt monument och är öppet för allmänheten.

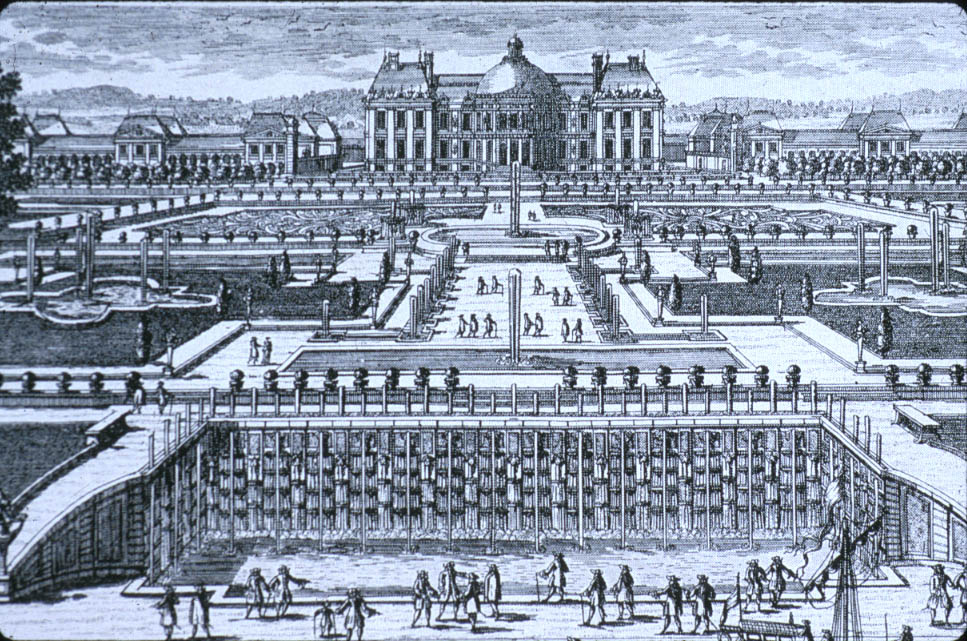
Parkerna på Vaux-le-Vicomte.